# Преображенський Тригірський чоловічий монастир
Свято-Преображенський Тригірський чоловічий монастир) — розташований в с. Тригір'я Житомирського району, Житомирської області. Приналежність УПЦ МП.
Монастир розташований на скелястому березі річки Тетерів. Час заснування його різні джерела вказують різний. Синодик обителі стверджує, що він був заснований у 1583 р. князем Володимиром Житомирським. Słownik geograficzny Królestwa Polskiego i innych krajów słowiańskich вказує, що у 1598 р. Олександр Воронич надав село Тригір'я на утримання монастиря. Історіограф монастиря А. Малевич заперечує це тому, що наприкінці XVI ст. Житомир не керувався князем, а належав до Волинського воєводства Речі Посполитої. На підставі «Інвентаря» Тригірської обителі за 1775 р. він припускає, що монастир був заснований Володимиром Ольгердовичем, який у 1362—1394 рр. керував Київським князівством до якого належав і Житомир. З часом монастир був зруйнований якимись нападниками і відновив свою діяльність у 1613 р. завдяки братам Вороничам. На той час в монастирі була церква Святої Троїці.
Під час Хмельниччини обитель була розорена. У 1685 р. було збудовано новий дерев'яний храм Преображення Господнього. В першій половині XVIII ст. монастир перейшов у підпорядкування греко-католицької церкви, проте православні традиції продовжували в ньому існувати. Так поряд з латинською школою в ньому діяла і руська. З 1777 р. монастир утримував благодійну лікарню. У 1839 р. монастир було передано московській православній церкві. Ігумен Леоній Скибовський активно працював над навернення мирян Житомирщини та Київщини до православ'я, а сам монастир став місце утримання опозиційних греко-католицьких священиків, яких тут намагалися навернути на православ'я. Серед так званий «упорствующих» був ієромонах-василіянин Ігнатій Башнянський.
З 1854 р. по 1873 р. в монастирі було збудовано новий мурований Преображенський храм. У 1883 р. при обителі відкрилася церковно-парафіяльна школа. У 1930-х роках монастир закрили. Церкву використовували як склад, а братський корпус — як школу. Під німецькою окупацією монастир діяв як парафія. По закінчення війни у корпусі знову розташували школу. 1990 р. корпус повернули церкві. 1993 р. парафію було перетворено на монастир.

## Галерея

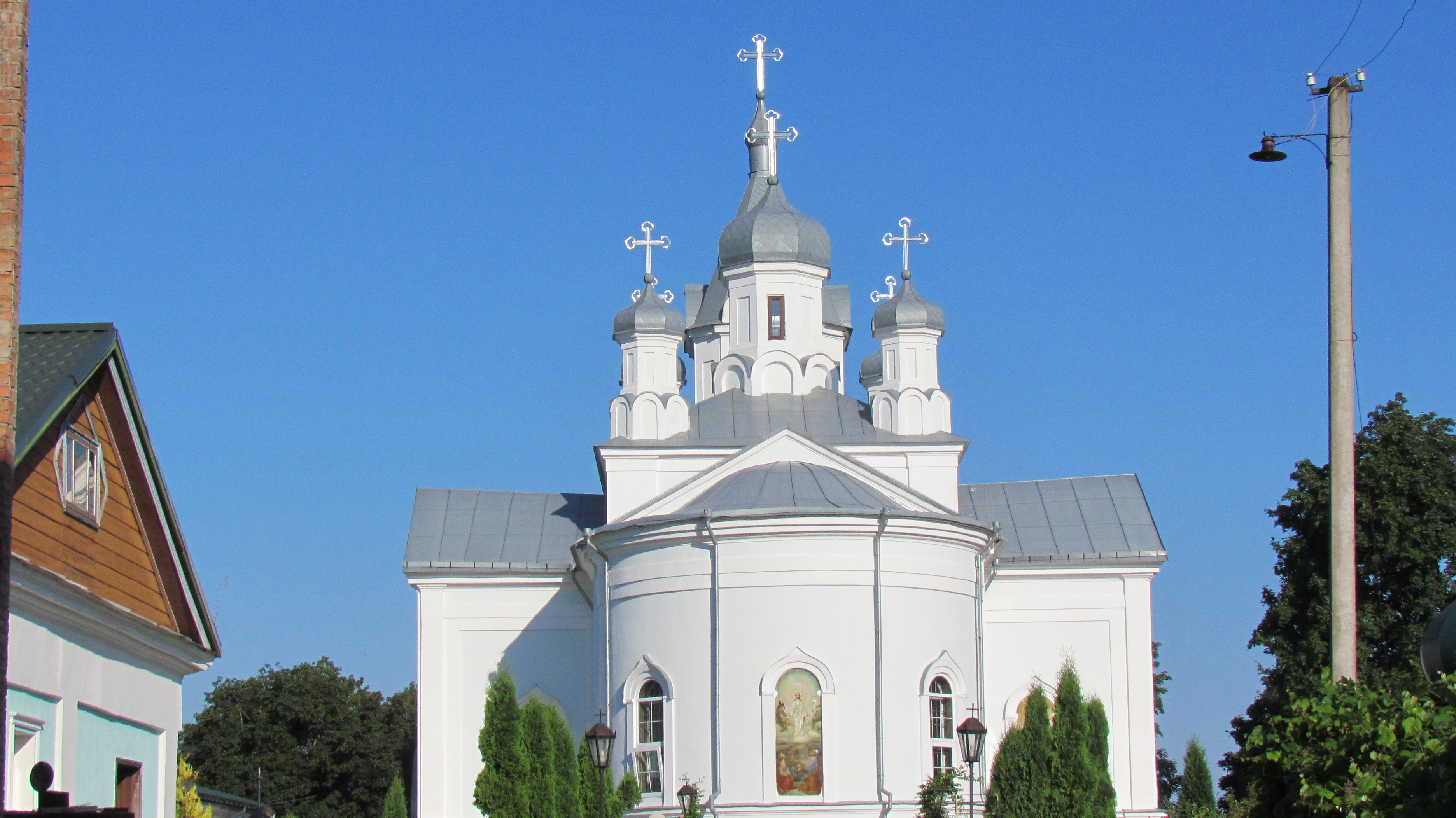
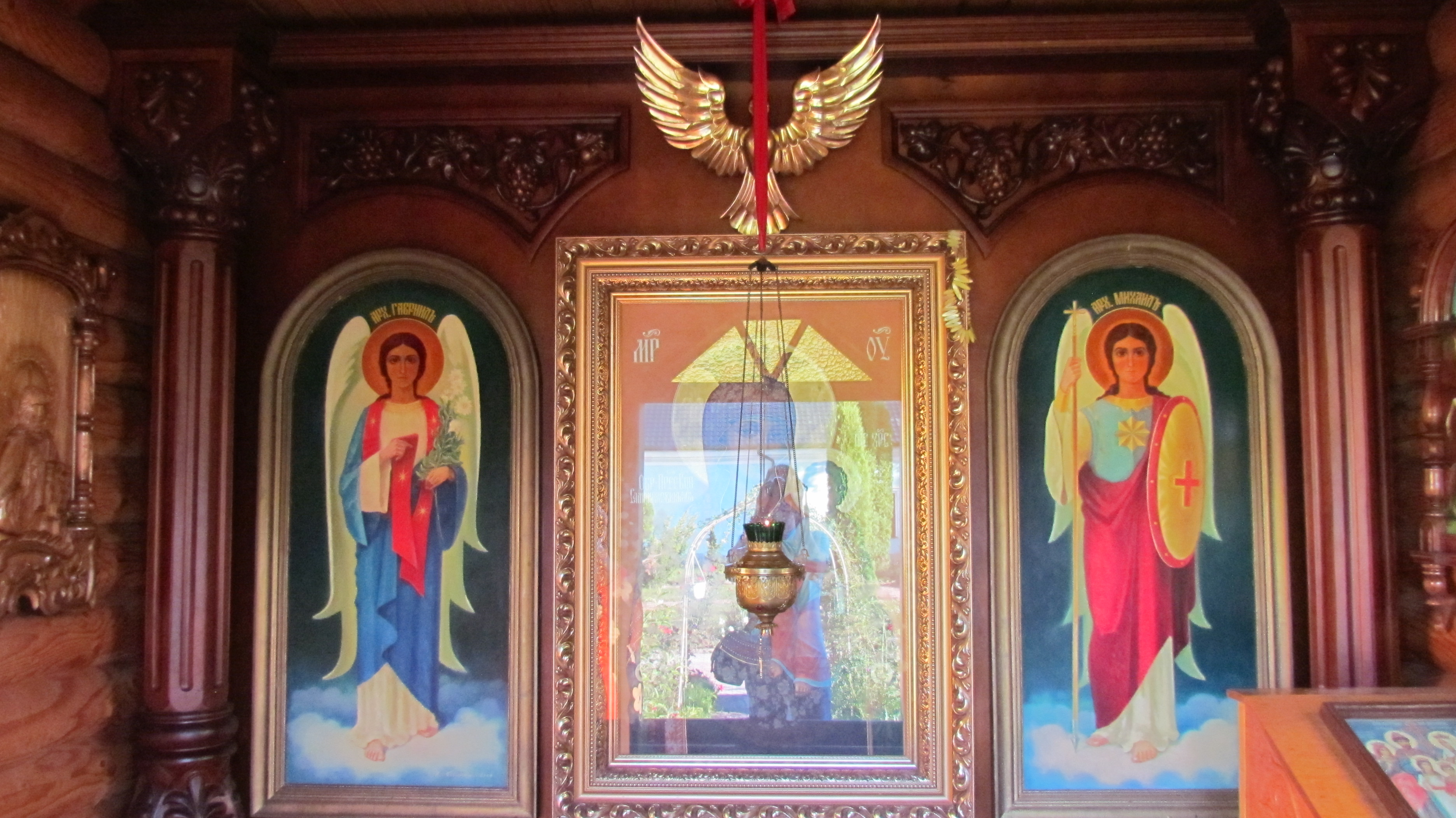
У капличці
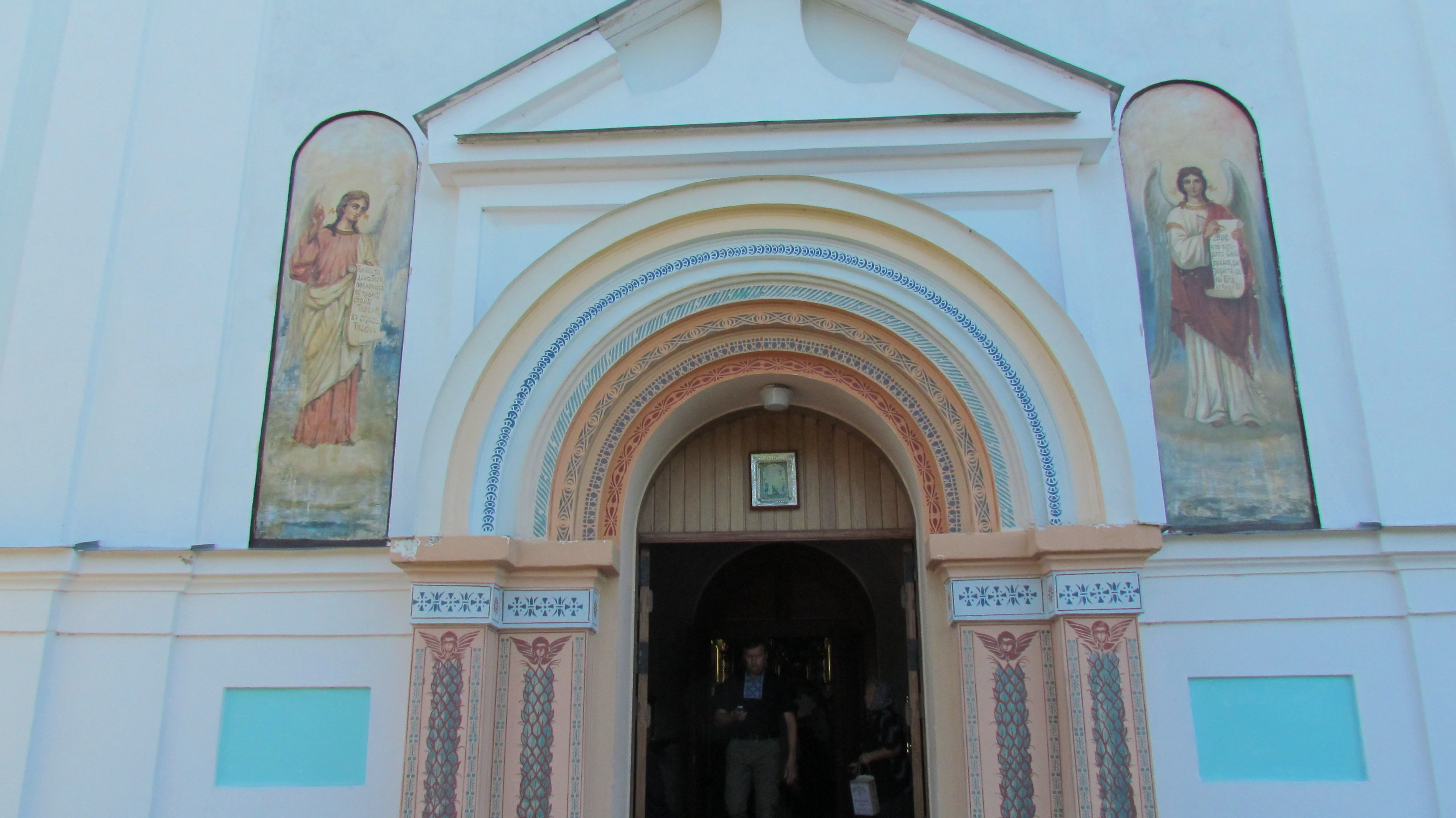
Вхід до храму
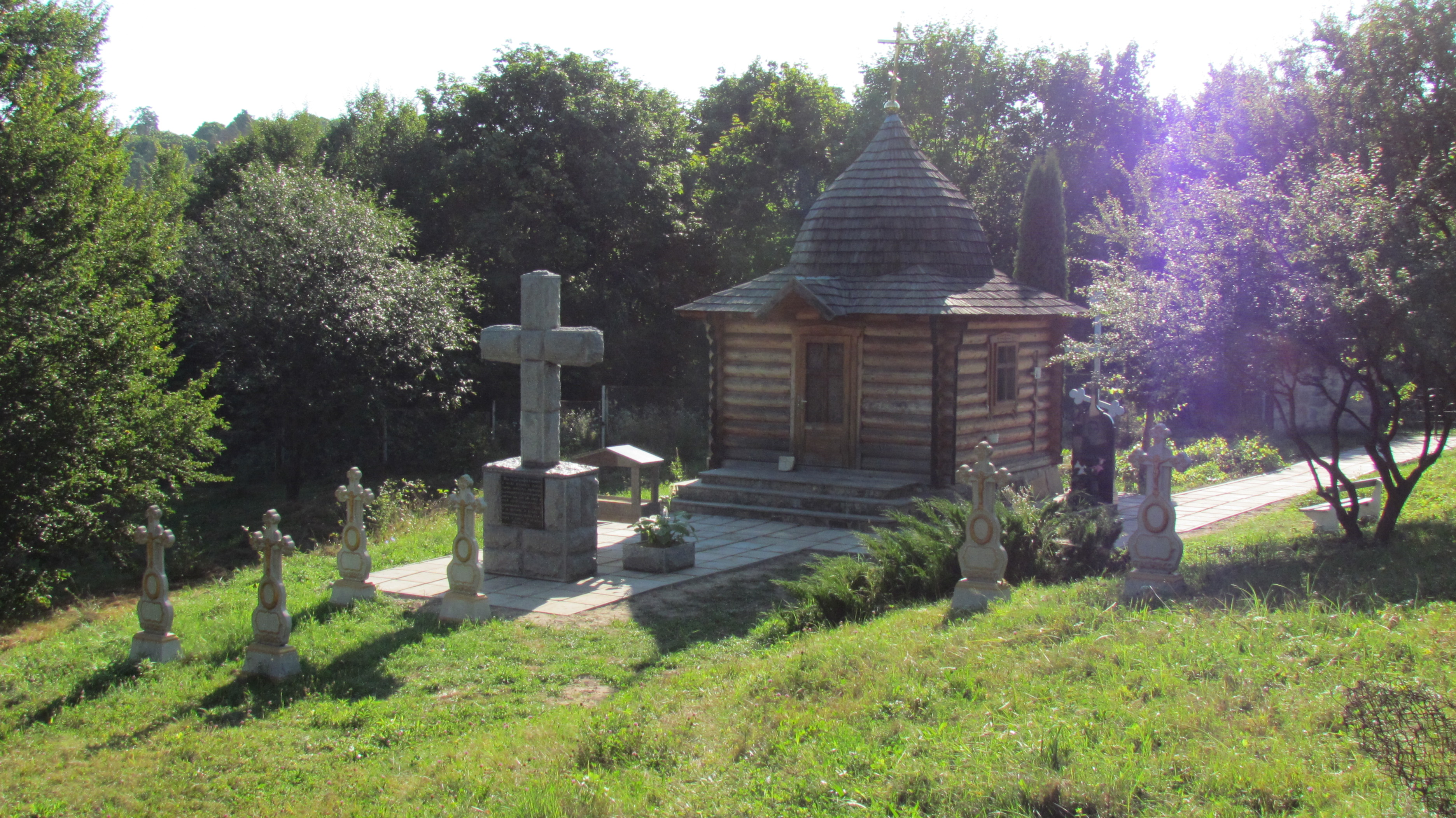
Монастирський цвинтар
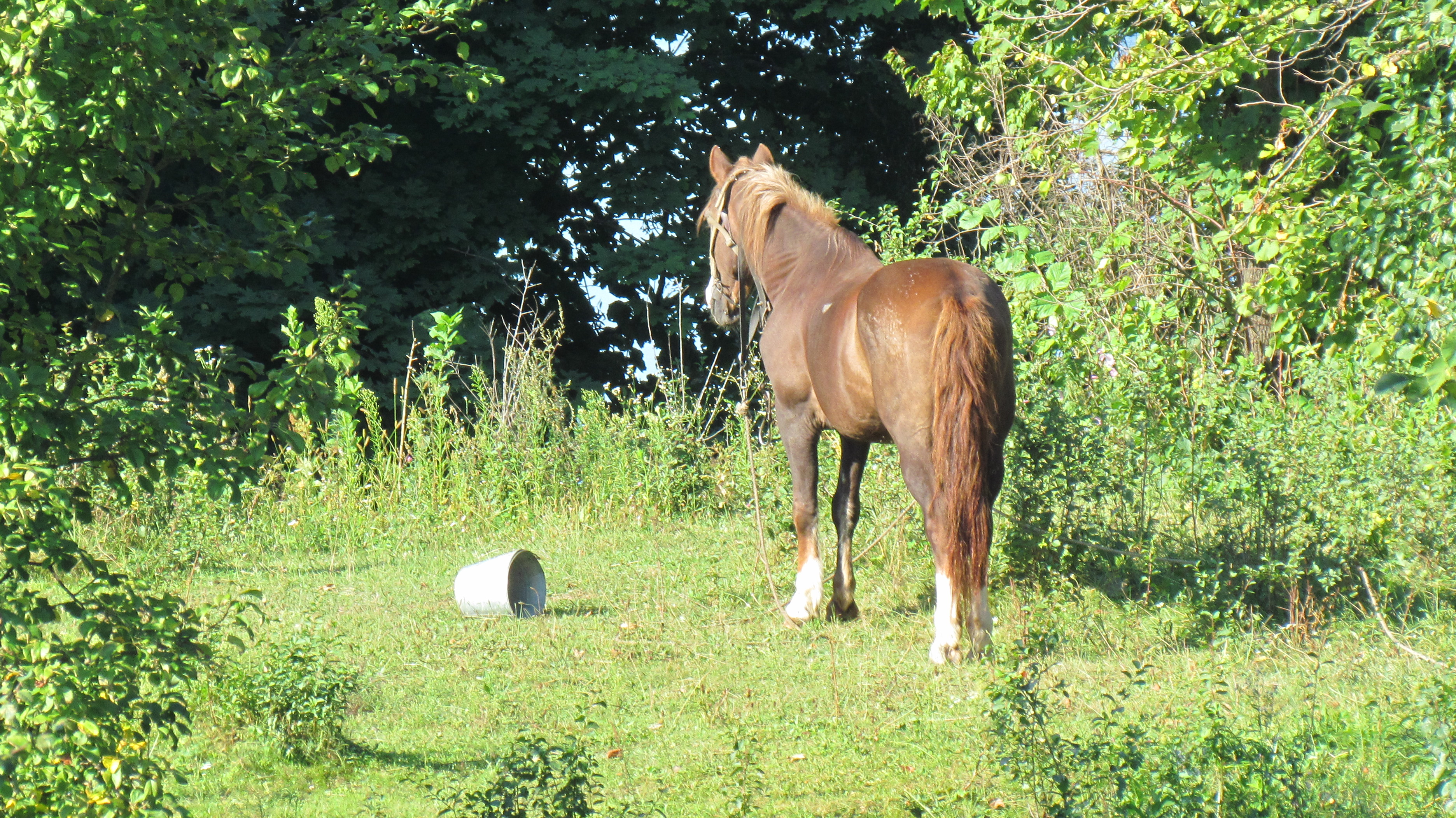
На монастирському подвір'ї